# Henohenomoheji

Henohenomoheji (へのへのもへじ) o hehenonomoheji (へへののもへじ) és un dibuix d'una cara que fan els nens japonesos amb els caràcters hiragana. La paraula està composta dels set caràcters he, no, he, no, mo, he, ji. Els dos primers "he" són les celles, els dos "no" són els ulls, el "mo" és el nas, i l'últim "he" és la boca. La línia externa està feta pel caràcter "ji", amb un dakuten que forma l'orella. Els nens dibuixen els henohenomoheji en les cares d'espantaocells (kakashi).

## Variacions
En altres llocs i temps hi ha hagut variacions del mateix dibuix. Els japonesos brasilers de l'estat de São Paulo, no dibuixen el "ji", i deixen la cara sense el marc anomenant-se llavors henohenomohe. Altra gent fa servir un gros "no" al voltant de la cara en comptes del "ji". Altres dibuixen una "e" (え) a sota del "ji" per formar un coll.